# Erbse (Kiel)
Die Erbse war ein Gastronomiebetrieb, der in Kiel von 1978 bis 2024 bestand.

## Geschichte
Die Räumlichkeiten im Stadtteil Mitte wurden bereits seit den 1920er Jahren  gastronomisch genutzt. 1978 eröffnete Dieter Seemann die Erbse. Die Einrichtung blieb im Original erhalten und wurde vom „Ollen Kotten“ übernommen. Ab 1986 pachteten die Geschäftspartner Frank Launert und Rainhard Reckling die Erbse von Dieter Seemann. Nach der Trennung der Geschäftspartner im Jahre 1995 war Launert alleiniger Betreiber bis 2009. In dieser Zeit wurde das jährliche Straßenfest zugunsten einer sozialen Einrichtung initiiert sowie der Biergarten eingerichtet. Seit 2009 war Hatto Reimer für drei Jahre der Betreiber. Im Juli 2015 übernahm Schauspieler und Feuerkünstler Asterx die Leitung.
2017 nahm die Erbse an der Sendung Mein Lokal, Dein Lokal teil und belegte den dritten Platz. Außerdem wurden hier Filme gedreht sowie Musikvideos für u. a. Antje Schomaker, die Band Diebesgut und Big Harry.
Am 19. August 2019 wurde die Erbse in Kiel geschlossen, der Standort wurde nach Eckernförde verlegt. Am 1. Februar 2020 zog die Erbse in die Gurlittstrasse 4 in Kiel-Projensdorf, weil das Gebäude in Eckernförde verkauft wurde; sie blieb   unter der Leitung von Asterx.
Neben  T-Shirts und Aufnähern hat die Plattenfirma TSM  einen „Erbse“-Song produziert mit dem Titel „Ab nach Kiel zu Asterx in die Erbse“.
Asterx erweiterte die Erbse zu einem Catering und Veranstaltungs Betrieb mit eigenen Bierwagen, Imbisswagen und Veranstaltungen wie das Young- und Oldtimertreffen "MeerKlassiker" in Großenbrode. 
Im Jahr 2024 wurde die Kneipe aufgrund von wirtschaftlichen Problemen geschlossen. Der Betrieb des Catering- und Veranstaltungsbetrieb geht aber weiter.

## Künstlerkneipe
Die Erbse war Bestandteil der Kieler Künstlerszene. Bekannt wurde sie unter anderem dadurch, dass der Comiczeichner Rötger „Brösel“ Feldmann, Schöpfer der Werner-Comics, in der Wohnung über der Gaststätte wohnte und seine Miete in Form von Wandbildern beglich, die Gasträume zierten. Auch das Logo der Erbse stammt aus seiner Feder. Zu den Gästen zählten BAP-Frontmann Wolfgang Niedecken. Klaus Büchner, der Musiker Norman Keil, Schauspieler „Big“ Harry Schmidt, Sänger Wolfgang Hildebrand (The Voice), Sänger und Musiker Ingo Pohlmann, Ministerpräsident Daniel Günther, Schlagersängerin Nina la Vida, Heide Simonis, Egon Müller und die Musiker der Band Ohrenfeindt. Regelmäßig fanden in der Erbse kulturelle Veranstaltungen wie Lesungen und Konzerte statt.